# Leichtathletik-Länderkampf der Männer 1959 Japan – BR Deutschland
| 13. Leichtathletik-Länderkampf mit bundesdeutscher Beteiligung 1959 | 13. Leichtathletik-Länderkampf mit bundesdeutscher Beteiligung 1959 |               |
| ------------------------------------------------------------------- | ------------------------------------------------------------------- | ------------- |
|                                                                     |                                                                     |               |
| Ländervergleich der Männer: Japan – BR Deutschland                  |                                                                     |               |
| Austragungsort                                                      | Tokio                                                               |               |
| Wettbewerbe                                                         | 18                                                                  |               |
| Datum                                                               | 3./4. Oktober 1959                                                  |               |
| 1. FRG 2. JPN                                                       | 110 Punkte 079 Punkte                                               |               |
| Chronik                                                             |                                                                     |               |
| ← FRG-SUI 10kampf (M)                                               | JPN-FRG (F) →                                                       | JPN-FRG (F) → |

Der dreizehnte Vergleich des Leichtathletik-Länderkämpfe mit bundesdeutscher Beteiligung 1959 fand im Rahmen der zweiten Länderkampfreise des Jahres gegen Japan statt. Er wurde gemeinsam mit dem Vergleich der Frauen zwischen diesen beiden Ländern am 3./4. Oktober ausgetragen und war das dritte Aufeinandertreffen der beiden Männermannschaften. Gastgeber war die japanische Hauptstadt Tokio. Die letzte Begegnung hatte es 1954 gegeben.

## Wettbewerbe und Modus
Auf dem Programm standen achtzehn Wettbewerbe. Aus den bei Länderkämpfen inzwischen üblichen zwanzig Disziplinen waren der 10.000-Meter-Lauf sowie der der Hammerwurf nicht vertreten. Aus dem olympischen Wettbewerbskatalog fehlten darüber hinaus der Marathonlauf, die beiden Gehdisziplinen und der Zehnkampf. Gewertet wurde in den Einzeldisziplinen nach dem Standardsystem, in den Staffeln mit fünf zu zwei Punkten.

## Ergebnis
Das bundesdeutsche Team trat in einigen Disziplinen nicht mit seinen stärksten Athleten an. Das lag daran, dass auf dieser Reise in den fernen Osten einige der Spitzensportler nicht mit dabei waren. Im Hoch- und Stabhochsprung sowie über 110 Meter Hürden beispielsweise war einer der Vertreter der Zehnkämpfer Werner von Moltke, im Weitsprung trat der Speerwerfer Hermann Salomon an, im Dreisprung war die Bundesrepublik Deutschland durch den Hochspringer Theo Püll vertreten, im Kugelstoßen und Speerwurf durch den Stabhochspringer und Diskuswerfer Dieter Möhring.
Mit dem 400-Meter-Lauf und den drei Sprungdisziplinen Stabhoch-, Weit- und Dreisprung konnte Japan vier Wettbewerbe für sich entscheiden, den Weit- und Dreisprung mit Doppelerfolgen. Die anderen vierzehn Disziplinen gingen an die Bundesrepublik, sieben davon mit Doppelerfolgen. Damit sicherten sich die bundesdeutschen Leichtathleten mit 110 zu 79 Punkten einen deutlichen Gesamtsieg.

## Legende
Kurze Übersicht zur Bedeutung der Symbolik – so üblicherweise auch in sonstigen Veröffentlichungen verwendet:
| DSQ | disqualifiziert |

## Resultate

### 100 m
| Platz | Athlet              | Land | Zeit (s) |
| ----- | ------------------- | ---- | -------- |
| 1     | Manfred Germar      | FRG  | 10,7     |
| 2     | Walter Mahlendorf   | FRG  | 10,8     |
| 3     | Shigeru Wakabayashi | JPN  | 11,1     |
| 4     | Masabumi Aiba       | JPN  | 11,1     |

Datum: 4. Oktober

### 200 m
| Platz | Athlet            | Land | Zeit (s) |
| ----- | ----------------- | ---- | -------- |
| 1     | Manfred Germar    | FRG  | 21,2     |
| 2     | Walter Mahlendorf | FRG  | 21,6     |
| 3     | Masaru Kamata     | JPN  | 22,3     |
| 4     | Norihiko Kuba     | JPN  | 22,4     |

Datum: 3. Oktober

### 400 m
| Platz | Athlet        | Land | Zeit (s)           |
| ----- | ------------- | ---- | ------------------ |
| 1     | Isashi        | JPN  | 48,4               |
| 2     | Paul Schmidt  | FRG  | 48,7               |
| 3     | Kurazo Sato   | JPN  | 49,1               |
| DSQ   | Carl Kaufmann | FRG  | Verlassen der Bahn |

Datum: 4. Oktober

### 800 m
| Platz | Athlet          | Land | Zeit (min) |
| ----- | --------------- | ---- | ---------- |
| 1     | Paul Schmidt    | FRG  | 1:51,2     |
| 2     | Friedel Stracke | FRG  | 1:51,3     |
| 3     | Akira Watanabe  | JPN  | 1:52,9     |
| 4     | Euchi Hirano    | JPN  | 1:57,0     |

Datum: 3. Oktober

### 1500 m
| Platz | Athlet          | Land | Zeit (min) |
| ----- | --------------- | ---- | ---------- |
| 1     | Friedel Stracke | FRG  | 3:55,3     |
| 2     | Ludwig Müller   | FRG  | 3:55,7     |
| 3     | Kiyoshi Tanaka  | JPN  | 3:57,8     |
| 4     | Michio Okayama  | JPN  | 4:06,8     |

Datum: 4. Oktober

### 5000 m
| Platz | Athlet               | Land | Zeit (min) |
| ----- | -------------------- | ---- | ---------- |
| 1     | Xaver Höger          | FRG  | 14:18,2    |
| 2     | Roland Watschke      | FRG  | 14:33,4    |
| 3     | Saburo Yokomizo      | JPN  | 14:38,8    |
| 4     | Sekinosuke Hayashida | JPN  | 14:40,0    |

Datum: 3. Oktober

### 110 m Hürden
| Platz | Athlet            | Land | Zeit (s) |
| ----- | ----------------- | ---- | -------- |
| 1     | Bert Steines      | FRG  | 15,0     |
| 2     | Kunihimo Higaki   | JPN  | 15,5     |
| 3     | Yasuo Tsukada     | JPN  | 15,6     |
| 4     | Werner von Moltke | FRG  | 15,8     |

Datum: 4. Oktober

### 400 m Hürden
| Platz | Athlet          | Land | Zeit (s) |
| ----- | --------------- | ---- | -------- |
| 1     | Helmut Janz     | FRG  | 51,5     |
| 2     | Keiji Ogushi    | JPN  | 52,6     |
| 3     | Tadaneo Shinoda | JPN  | 53,6     |
| 4     | Bert Steines    | FRG  | 59,7     |

Datum: 3. Oktober

### 3000 m Hindernis
| Platz | Athlet            | Land | Zeit (min) |
| ----- | ----------------- | ---- | ---------- |
| 1     | Ludwig Müller     | FRG  | 9:15,0     |
| 2     | Roland Watschke   | FRG  | 9:15,0     |
| 3     | Masayuki Nunogami | JPN  | 9:25,0     |
| 4     | Zenji Okuzawa     | JPN  | 9:27,6     |

Datum: 4. Oktober

### 4 × 100 m Staffel
| Platz | Besetzung      | Land                                                        | Zeit (s) |
| ----- | -------------- | ----------------------------------------------------------- | -------- |
| 1     | BR Deutschland | Bert Steines Carl Kaufmann Walter Mahlendorf Manfred Germar | 41,5     |
| 2     | Japan          |                                                             | 41,9     |

Datum: 3. Oktober

### 4 × 400 m Staffel
| Platz | Besetzung      | Land                                                   | Zeit (min) |
| ----- | -------------- | ------------------------------------------------------ | ---------- |
| 1     | BR Deutschland | Helmut Janz Friedel Stracke Paul Schmidt Carl Kaufmann | 3:13,5     |
| 2     | Japan          | Isashi Keiji Ogushi Tadaneo Shinoda Kurazo Sato        | 3:14,1     |

Datum: 4. Oktober

### Hochsprung
| Platz | Athlet            | Land | Höhe (m) |
| ----- | ----------------- | ---- | -------- |
| 1     | Theo Püll         | FRG  | 2,00     |
| 2     | Kuniyoshi Sugioka | JPN  | 2,00     |
| 3     | Noboru Kasamatsu  | JPN  | 1,85     |
| 4     | Werner von Moltke | FRG  | 1,70     |

Datum: 4. Oktober

### Stabhochsprung
| Platz | Athlet            | Land | Höhe (m) |
| ----- | ----------------- | ---- | -------- |
| 1     | Noriaki Yasuda    | JPN  | 4,20     |
| 2     | Dieter Möhring    | FRG  | 4,10     |
| 3     | Masashi Otsubo    | JPN  | 4,10     |
| 4     | Werner von Moltke | FRG  | 3,60     |

Datum: 3. Oktober

### Weitsprung
| Platz | Athlet          | Land | Weite (m) |
| ----- | --------------- | ---- | --------- |
| 1     | Katsumi Hanada  | JPN  | 7,31      |
| 2     | Kaihei Oda      | JPN  | 7,05      |
| 3     | Hermann Strauß  | FRG  | 6,67      |
| 4     | Hermann Salomon | FRG  | 6,16      |

Datum: 3. Oktober

### Dreisprung
| Platz | Athlet          | Land | Weite (m) |
| ----- | --------------- | ---- | --------- |
| 1     | Kōji Sakurai    | JPN  | 15,41     |
| 2     | Hiroshi Shibata | JPN  | 15,19     |
| 3     | Hermann Strauß  | FRG  | 13,66     |
| 4     | Theo Püll       | FRG  | 12,69     |

Datum: 4. Oktober

### Kugelstoßen
| Platz | Athlet          | Land | Weite (m) |
| ----- | --------------- | ---- | --------- |
| 1     | Hermann Lingnau | FRG  | 16,62     |
| 2     | Dieter Möhring  | FRG  | 15,16     |
| 3     | Ichirō Watanabe | JPN  | 14,55     |
| 4     | Hitoshi Goto    | JPN  | 14,05     |

Datum: 4. Oktober

### Diskuswurf
| Platz | Athlet          | Land | Weite (m) |
| ----- | --------------- | ---- | --------- |
| 1     | Dieter Möhring  | FRG  | 46,90     |
| 2     | Sohei Kaneko    | JPN  | 46,59     |
| 3     | Hermann Lingnau | FRG  | 44,90     |
| 4     | Shōzō Yanagawa  | JPN  | 43,44     |

Datum: 3. Oktober

### Speerwurf
| Platz | Athlet          | Land | Weite (m) |
| ----- | --------------- | ---- | --------- |
| 1     | Hermann Salomon | FRG  | 72,78     |
| 2     | Takashi Miki    | JPN  | 72,30     |
| 3     | Ryuichi Shida   | JPN  | 68,99     |
| 4     | Dieter Möhring  | FRG  | 55,14     |

Datum: 4. Oktober